# Evasterias retifera
Evasterias retifera — вид морских звезд из отряда Forcipulatida. В ископаемом состоянии неизвестны.
Размах лучей около 40 см. Лучей обычно 5, они толстые и довольно длинные. Центральный диск небольшой. Иглы спинной стороны тела расположены группами и образуют широкопетлистую сеть (второй ярус), через которую просвечивают участки кожи малинового цвета. Сами иглы бирюзово-синие. Они мелкие, грибообразной формы. Обивает вдоль азиатского побережья Тихого океана: от залива Посьета до Берингова моря. Живёт на глубине от 0 до 36 метров.